# WWE 2K14
WWE 2K14 è un videogioco di wrestling del 2013, sviluppato da Yuke's e Visual Concepts e pubblicato da 2K Sports per PlayStation 3 e Xbox 360. È il primo gioco della WWE ad essere pubblicato da 2K Sports, la quale ha ottenuto la licenza dalla THQ dopo il fallimento di quest'ultima nel gennaio del 2013.

## Modalità di gioco
2K ha dichiarato tramite il sito di WWE 2K14 che il gameplay è stato completamente rinnovato. Infatti i match saranno più realistici, saranno aggiunte animazioni durante il match, nuovi OMG! Moments (big boot alla testa dell'avversario contro il paletto all'esterno del ring, DDT sull'apron, la possibilità di eseguire la propria finisher - Attitude Adjustment, Shell Shocked e Chokeslam - su due avversari contemporaneamente); ci saranno le Catapult Finisher che si potranno eseguire conservando una mossa finale, dopo aver lanciato l'avversario contro le corde, lo si prenderà e lo si catapulterà in aria. Dopo aver fatto ciò, sarà possibile eseguire la propria finisher in mid-air, solo se il wrestler selezionato ce l'ha nel move-set. L'intero sistema di movimento (camminare, correre, trascinare l'avversario) è stato revisionato e rianimato per dare al gioco più fluidità, il movimento delle superstar è stato velocizzato. Migliorato anche il sistema di inversione di una mossa che ora permette a chi inverte di fare una mossa automaticamente. Sono anche stati introdotti dei nuovi comeback e nuove mosse. Ora è anche possibile avere delle mosse speciali e finali con l'avversario appoggiato alle corde, come la Silver Spoon DDT di Randy Orton e lo Springboard European Uppercut di Antonio Cesaro. Adesso l'abilità Determinazione si potrà usare anche durante le sottomissioni Breaking Point, inoltre dopo una signature o una finisher l'avversario rimarrà steso a terra senza muoversi.

## 30 Years of Wrestlemania Mode

Una immagine di gioco

La 2K annuncia il 12 agosto la 30 Years of WrestleMania Mode, che, come l'Attitude Era Mode e sostituendo la stessa, permetterà di rigiocare 46 match mandati in scena nel corso delle 29 Wrestlemania disputate, come il match fra Hulk Hogan e André The Giant in quel di WrestleMania III, quello tra Hollywood Hogan e The Rock a WrestleMania X8, o i più recenti The Rock vs John Cena e Triple H vs Undertaker a WrestleMania XXVIII. Saranno quindi disponibili nel gioco tutte le arene del PPV più importante dell'anno, da WrestleMania I a WrestleMania 29. L'intero roster della modalità 30 Years of WrestleMania è stato rivelato ai SummerSlam Axxess del PPV SummerSlam 2013. Il trailer della modalità ha rivelato alcuni dei personaggi e match presenti. Come nell'Attitude Era Mode in WWE '13, anche la 30 Years of WrestleMania Mode è divisa in capitoli: Hulkamania Runs Wild, A New Generation, The Attitude Era, Ruthless Aggression e The Universe Era. La lista completa dei match ufficiali è stata rivelata nella terza settimana di settembre.

### Match presenti nella modalità

#### Hulkamania Runs Wild
La lista dei match di questo capitolo è stata rivelata lunedì 16 settembre.
- WrestleMania I : André the Giant vs. Big John Studd
- WrestleMania II : Hulk Hogan vs. King Kong Bundy
- WrestleMania III : Ricky Steamboat vs. Randy Savage, Hulk Hogan vs. André the Giant
- WrestleMania IV : Randy Savage vs. Ted DiBiase
- WrestleMania V : Hulk Hogan vs. Macho Man Randy Savage
- WrestleMania VI : The Ultimate Warrior vs. Hulk Hogan
- WrestleMania VII : Hulk Hogan vs. Sgt. Slaughter
- WrestleMania VIII : Macho Man Randy Savage vs. Ric Flair
- WrestleMania IX : Yokozuna vs. Bret "Hitman" Hart

#### A New Generation
La lista dei match di questo capitolo è stata rivelata martedì 17 settembre.
- WrestleMania X : Razor Ramon vs. Shawn Michaels, Yokozuna vs. Bret "Hitman" Hart
- WrestleMania XI : The Undertaker vs. King Kong Bundy, Diesel vs. Shawn Michaels
- WrestleMania XII : The Undertaker vs. Diesel, Shawn Michaels vs. Bret "Hitman" Hart
- WrestleMania 13 : Bret "Hitman" Hart vs. Steve Austin

#### The Attitude Era
La lista dei match di questo capitolo è stata rivelata mercoledì 18 settembre.
- WrestleMania XIV : The Undertaker vs. Kane
- WrestleMania XV : Steve Austin vs. The Rock
- WrestleMania 2000 : Triple H vs. The Rock vs. Mick Foley vs. The Big Show
- WrestleMania X-Seven : Steve Austin vs. The Rock

#### Ruthless Aggression
La lista dei match di questo capitolo è stata rivelata giovedì 19 settembre.
- WrestleMania X8 : The Rock vs. Hollywood Hulk Hogan, Triple H vs. Chris Jericho
- WrestleMania XIX : Shawn Michaels vs. Chris Jericho, The Rock vs. Steve Austin
- WrestleMania XX : John Cena vs. The Big Show, Goldberg vs. Brock Lesnar
- WrestleMania 21 : John Cena vs. John "Bradshaw" Layfield
- WrestleMania 22 : Edge vs. Mick Foley
- WrestleMania 23 : The Undertaker vs. Batista, John Cena vs. Shawn Michaels
- WrestleMania 24: Shawn Michaels vs. Ric Flair, Randy Orton vs. Triple H vs. John Cena

#### The Universe Era
La lista dei match di questo capitolo è stata rivelata venerdì 20 settembre.
- WrestleMania XXV: Edge vs John Cena vs The Big Show; Triple H vs Randy Orton
- WrestleMania XXVI: Chris Jericho vs Edge, Batista vs John Cena; The Undertaker vs Shawn Michaels
- WrestleMania XXVII: Edge vs Alberto Del Rio; The Miz vs John Cena
- WrestleMania XXVIII: The Undertaker vs Triple H; CM Punk vs Chris Jericho; The Rock vs John Cena
- WrestleMania 29: CM Punk vs The Undertaker; Brock Lesnar vs Triple H; John Cena vs The Rock;

## The Streak Mode
Grazie al WWE Magazine si scopre la presenza della Modalità Streak. Nella quale è possibile scegliere tra due modalità di gioco:
- Defend the Streak: si userà Undertaker per difendere la Streak in un Slobber Knocker Match contro varie superstar, per ogni vittoria verrà assegnato un punto e alla fine della partita il punteggio verrà inserito nella classifica;
- Defeat the Streak: con una superstar a scelta si dovrà combattere contro Undertaker e cercare di interrompere la Streak.

## Modalità Crea
Il gioco presenta ancora una volta la modalità crea, in cui il giocatore può creare la propria superstar o diva, finisher, trama, set di mosse e arena e ricolorare il costume di una superstar (Superstar Threads). La modalità Create-A-Superstar è stata ampliata con l'aggiunta delle Superstar Heads, ovvero i modelli di 14 Superstar (tra cui Paul Heyman e Roddy Piper) personalizzabili a proprio piacimento (eccetto la testa) avendo anche la possibilità di usarli come costume alternativo per la superstar corrispondente. È stato ampliato anche il Superstar Threads che ora permette la modifica delle tenute d'entrata. Il numero di slot per la creazione dei personaggi è stato ampliato arrivando a un totale di 100 slot. È stata reintrodotta anche la modalità Create-A-Championship nella quale il giocatore può modificare una cintura già esistente o crearne una da zero con la possibilità di aggiungere anche loghi creati. La modalità Create-An-Arena è stata ancora ampliata con l'aggiunta delle dimensioni dell'arena e gli effetti dello schermo delle arene attuali e classiche.

## Obiettivi e Trofei
Il 13 settembre trapelano delle informazioni riguardanti gli obiettivi e i trofei del gioco.
| Titolo                        | Descrizione | Punti |
| ----------------------------- | --- | ----- |
| History is created!           | WWE Universe - Incassa il Money in the Bank e vinci usando una Superstar creata (giocatore singolo).                     | 15    |
| Mr. Money in the Bank         | WWE Universe - Vinci il Money in the Bank con una Superstar creata (giocatore singolo).                                  | 30    |
| A once in a lifetime event    | WWE Universe - Vinci un match a WrestleMania usando una Superstar Creata (giocatore singolo)                             | 40    |
| A Superstar is born!          | WWE Universe - Vinci un match usando una Superstar Creata (giocatore singolo).                                           | 15    |
| Watch out!                    | Inverti con successo una mossa finale (giocatore singolo).                                                               | 20    |
| It's like a car crash!        | Rompi la barricata in 2 posti nello stesso match (giocatore singolo).                                                    | 20    |
| Comeback!                     | Esegui con successo un Comeback (giocatore singolo).                                                                     | 20    |
| You can't let down your guard | Esegui una Catch o Catapult Finisher (giocatore singolo)                                                                 | 20    |
| A winning combination!        | Usa un Wake-up Taunt, esegui una mossa finale e schiena immediatamente il tuo avversario (giocatore singolo)             | 20    |
| Fighting smart                | Attacca la stessa parte del corpo utilizzando il sistema bersaglio arti 10 volte nello stesso match (giocatore singolo). | 20    |
| Reached the ropes!            | Striscia verso le corde durante una sottomissione (giocatore singolo).                                                   | 30    |
| Oh my!                        | Rompi il tavolo di commento con un OMG! Moment (giocatore singolo).                                                      | 20    |
| This is my yard!              | Gioca un match in un'arena creata nella modalità Create-An-Arena.                                                        | 15    |
| Invincible man                | Vinci almeno 20 partite a difficoltà Difficile o superiore nel WWE Universe e in Esibizione (giocatore singolo)          | 50    |
| A fresh beginning             | Gioca un match Online (partita giocatore / partita classificata).                                                        | 15    |
| A winner is you!              | Vinci 10 partite classificate.                                                                                           | 50    |
| Woo Woo Woo!                  | Crea un Social Account con una superstar creata.                                                                         | 15    |
| One of a Kind Superstar       | Crea una Superstar che usi la testa di una Superstar.                                                                    | 15    |
| Entrance Designer             | Crea un'entrata che includa un fuoco.                                                                                    | 15    |
| Legend Killer                 | Defeat the Streak - Sconfiggi Undertaker                                                                                 | 30    |
| Epic match                    | Defeat the Streak - Liberati dallo schienamento di Undertaker 5 volte nello stesso match.                                | 50    |
| Rest in peace                 | Sblocca le foto di tutti i match di WrestleMania in Deafeat the Streak                                                   | 50    |
| The Phenom                    | Defend the Streak - Gioca un match Defend the Streak fino alla sua naturale conclusione, vincere o perdere.              | 15    |
| The Deadman                   | Defend the Streak - Sconfiggi 10 Superstar in Esibizione.                                                                | 20    |
| The Demon of Death Valley     | Defend the Streak - Sconfiggi 30 Superstar in Esibizione                                                                 | 40    |
| Lord of Darkness              | Defend the Streak - Sconfiggi 50 Superstar in Esibizione                                                                 | 50    |
| Hulkamania Runs Wild          | Completa il capitolo 1 in 30 Years of WrestleMania.                                                                      | 15    |
| A New Generation              | Completa il capitolo 2 in 30 Years of WrestleMania.                                                                      | 15    |
| The Attitude Era              | Completa il capitolo 3 in 30 Years of WrestleMania.                                                                      | 15    |
| Ruthless Agression            | Completa il capitolo 4 in 30 Years of WrestleMania.                                                                      | 15    |
| The Universe Era              | Completa il capitolo 5 in 30 Years of WrestleMania.                                                                      | 15    |
| WrestleMania!                 | Completa tutti gli obbiettivi storici in 30 Years of WrestleMania.                                                       | 30    |
| For All Hulkamaniacs          | 30 Years of WM - WM 9 - Hogan vs Yokozuna - vinci il match.                                                              | 15    |
| Sudden death                  | 30 Years of WM - WM 12 - Bret Hart vs HBK - raggiungi il limite di tempo senza alcun vincitore.                          | 15    |
| But he still didn't give up!  | 30 Years of WM - Completa tutti gli obiettivi nascosti in WM13.                                                          | 15    |
| Final impact                  | 30 Years of WM - WM 17 - The Rock vs. Stone Cold - fai un danno critico a Rock con una sedia.                            | 15    |
| The Big Red Monster           | Elimina 11 avversari con la stessa Superstar nella stessa Royal Rumble (giocatore singolo).                              | 20    |
| Finish Them!                  | Esegui una OMG "Shell Shocked" (giocatore singolo).                                                                      | 20    |
| Feed me more!                 | Vinci almeno 50 match a difficoltà Difficile o superiore nel WWE Universo e in Esibizione (giocatore singolo).           | 50    |
| Hall of Pain                  | Sconfiggi un totale di 10 avversari per KO (giocatore singolo).                                                          | 20    |
| Excuse me!                    | WWE Universe - Stabilisci una rivalità.                                                                                  | 15    |

## Marchio della TEEN
WWE 2K14 avrà il simbolo della TEEN, secondo quanto stabilito dalla Entertainment Software Rating Board. A catalogare il gioco in questo rating sono stati il sangue, il linguaggio, l'uso di alcool, la violenza e le tematiche trattate. Tra gli elementi più importanti oltre alla violenza fisica degli scontri tra i wrestler, abbiamo l'uso di oggetti come martelli, sedie e tavoli, il sangue, i vestiti succinti di alcune divas, il comportamento provocante delle stesse in alcune occasioni, l'uso di alcolici da parte di alcuni personaggi, con addirittura l'utilizzo di un camion di birra per irrorare di alcolici altri personaggi. In un video clip è inoltre possibile leggere la parola "shit" in un cartello di un fan e alcuni wrestler che mostrano il dito medio; perciò il videogioco è vietato ai minori di 13 anni.

## Roster
Il 24 giugno 2013, tramite il trailer pubblicato, sono stati confermati alcuni personaggi dell'era corrente e del passato. Il 15 luglio viene annunciato ufficialmente da 2K che Ultimate Warrior sarà il pre-order bonus. Nel trailer di Ultimate Warrior sono stati rivelati anche altri dettagli come Howard Finkel come ring announcer, l'arena di WrestleMania VI, la vecchia tenuta da arbitro (camicia azzurra con un fiocco nero), un fan con la maglietta di Roddy Piper e di André The Giant. John "Bradshaw" Layfield tramite il suo account twitter ha annunciato di essere presente nel gioco, dopo aver scalato il Monte Bianco. Inoltre il sito ufficiale del gioco ha ufficializzato la presenza di JBL nella sezione ROSTER. L'intero roster della modalità 30 Years of WrestleMania è stato rivelato ai SummerSlam Axxess del PPV SummerSlam 2013. Dopo il coming out di Darren Young la compagnia si congratula con lui e lo inserisce ufficialmente nel roster di WWE 2K14. Stephanie McMahon ha confermato in un'intervista di essere presente nel gioco. Nel livestream del gameplay del gioco vengono confermati Daniel Bryan e Rey Mysterio. Nel Trailer della modalità 30 Years of WrestleMania vengono rivelati anche Bobby Heenan, Lita e Miss Elizabeth. Il 22 agosto, al Gamescom, Antonio Cesaro promuove il videogioco e annuncia se stesso come personaggio giocabile, poi il sito ufficiale conferma la sua presenza in WWE 2K14 e pubblica degli screenshots. Quando sono trapelati gli Obiettivi/Trofei del gioco, nelle immagini di alcuni di questi erano presenti Jack Swagger, Dean Ambrose e Kofi Kingston. Il roster completo è stato rivelato nella puntata di Raw del 23 settembre, esclusi i DLC. Paul Bearer viene confermato con l'entrata di Kane (Retro). Mr. Perfect viene confermato come manager grazie all'entrata di Ric Flair. Mr. Fuji viene confermato con l'entrata di Yokozuna. Paul Heyman viene confermato con l'entrata di Brock Lesnar.
| Superstars | Divas | Manager                                                                                                  | Leggende |
| --- | --- | --- | --- |
| - Alberto Del Rio - Antonio Cesaro - Big E Langston - Big Show - Brock Lesnar - Brodus Clay - Chris Jericho - Christian - CM Punk - Cody Rhodes - Daniel Bryan - Damien Sandow - Darren Young - David Otunga - Dean Ambrose - Dolph Ziggler - Drew McIntyre - Fandango - The Great Khali - Heath Slater - Jack Swagger - Jinder Mahal - John Cena - Justin Gabriel - Kofi Kingston - Kane - Mark Henry - The Miz - R-Truth - Randy Orton - Rey Mysterio - Ryback - The Rock - Roman Reigns - Santino Marella - Seth Rollins - Sheamus - Sin Cara - Tensai - Titus O'Neil - Triple H - The Undertaker - Wade Barrett - Zack Ryder | - AJ Lee - Aksana - Brie Bella - Kaitlyn - Layla - Lita - Nikki Bella - Natalya - Stephanie McMahon - Summer Rae | - Bobby Heenan - Miss Elizabeth - Mr. Fuji - Mr. Perfect - Paul Bearer - Paul Heyman - Ricardo Rodríguez | - André the Giant - Batista - Big John Studd - Big Show (Retro) - Bret Hart - Brock Lesnar (Retro) - Bruno Sammartino - Chris Jericho (Retro) - Curt Hennig (nWo) - Diesel - Dusty Rhodes - Eddie Guerrero - Edge - The Giant (nWo) - Goldberg - Hulk Hogan - Hollywood Hulk Hogan - Jake Roberts - JBL - John Cena (Retro) - Kane (Retro) - Kevin Nash (Outsiders) - Kevin Nash (nWo) - King Kong Bundy - Mick Foley - Randy Savage - Randy Savage (nWo) - Razor Ramon - Rick Rude - Ric Flair - Ric Flair (Retro) - Ricky Steamboat - The Rock (Retro) - Scott Hall (Outsiders) - Scott Hall (nWo) - Scott Steiner (nWo) - Sgt. Slaughter - Shawn Michaels - Shawn Michaels (Retro) - Steve Austin - Syxx (nWo) - Ted DiBiase - Triple H (Retro) - The Ultimate Warrior - The Undertaker (Biker) - The Undertaker (Retro) - Vince McMahon - Virgil - Yokozuna |

### Tag team e stable
- The Real Americans: Jack Swagger e Antonio Cesaro
- The Prime Time Players: Darren Young e Titus O'Neil
- 3MB: Heath Slater, Jinder Mahal e Drew McIntyre
- The Shield: Dean Ambrose, Roman Reigns e Seth Rollins
- Tons of Funk: Brodus Clay e Tensai
- Team Cobro: Santino Marella e Zack Ryder
- Rey Mysterio e Sin Cara
- Shawn Michaels e Kevin Nash
- The Million Dollar Corporation: André the Giant, Ted DiBiase e King Kong Bundy

### Campioni nel gioco
- WWE Champion: John Cena
- World Heavyweight Champion: Alberto Del Rio
- WWE Intercontinental Champion: Wade Barrett
- WWE United States Champion: Dean Ambrose
- WWE Tag Team Champions: Roman Reigns & Seth Rollins
- WWE Divas Champion: AJ Lee
- Internet Champion: Zack Ryder

## Arene
- Raw
- SmackDown
- Main Event
- Superstars
- NXT
- Elimination Chamber
- Extreme Rules
- Hell in a Cell
- Money in the Bank
- Night of Champions
- No Way Out
- Over the Limit
- Royal Rumble
- SummerSlam
- Survivor Series
- TLC: Tables, Ladders & Chairs
- WrestleMania I
- WrestleMania 2
- WrestleMania III
- WrestleMania IV
- WrestleMania V
- WrestleMania VI
- WrestleMania VII
- WrestleMania VIII
- WrestleMania IX
- WrestleMania X
- WrestleMania XI
- WrestleMania XII
- WrestleMania 13
- WrestleMania XIV
- WrestleMania XV
- WrestleMania 2000
- WrestleMania X-Seven
- WrestleMania X8
- WrestleMania XIX
- WrestleMania XX
- WrestleMania 21
- WrestleMania 22
- WrestleMania 23
- WrestleMania XXIV
- WrestleMania XXV
- WrestleMania XXVI
- WrestleMania XXVII
- WrestleMania XXVIII
- WrestleMania 29

## Titoli
- WWE Championship
- World Heavyweight Championship
- WWE Championship '05-'13
- WWE Undisputed Championship
- WWE Championship '98-'02
- WWE Championship '88-'98
- World Heavyweight Championship '87
- World Heavyweight Championship '86
- WCW World Heavyweight Championship '91-'93
- ECW World Heavyweight Championship '94-'01
- ECW World Television Championship
- AWA Classic World Heavyweight Championship
- WWE Championship (The Miz)
- WWE Championship (Edge)
- WWE Championship (Brahma Bull)
- WWE Heavyweight Championship (Smoking Skull)
- World Heavyweight Championship (NWO)
- Intercontinental Championship
- United States Championship
- WWE Light Heavyweight Championship
- WWE Cruiserweight Championship
- WWE Intercontinental Championship '87
- WWE Intercontinental Championship '90
- WWE Intercontinental Championship '94
- WWE Intercontinental Championship '98-'11
- WWE European Championship
- WWE United States Championship (Cena)
- WWE Tag Team Championship
- Divas Championship
- WWE Tag Team Championship '02-'10
- World Tag Team Championship '98-'02
- World Tag Team Championship '02-'10
- ECW World Tag Team Championship
- WCW World Tag Team Championship
- NXT Tag Team Championship
- WWE Intercontinental Championship
- Hardcore Championship
- Internet Championship
- NXT Championship
- Million Dollar Championship
- Women's Championship
- WCW United States Championship
- WCW Cruiserweight Championship
- WCW Hardcore Championship
- ECW Championship '08-'10
- World Tag Team Championship '85-'98

## Tipi di Match
| 1 vs 1 | 2 vs 2 | Triple Threat                                                                                      | Fatal 4-Way | 6-Man |
| --- | --- | -------------------------------------------------------------------------------------------------- | --- | --- |
| - Normale - Extreme Rules - Submission - Iron Man - Steel Cage - Hell in a Cell - Arbitro Speciale - TLC - Tables - Ladder - Last Man Standing - Inferno - I Quit | - Normale - Extreme Rules - Steel Cage - Hell in a Cell - TLC - Tables - Ladder - Tag Team Misto - Arbitro Speciale | - Normale - Extreme Rules - TLC - Tables - Ladder - Steel Cage - Arbitro Speciale - Hell in a Cell | - Normale - Battle Royal - Extreme Rules - TLC - Tables - Ladder - Steel Cage - Arbitro Speciale - Hell in a Cell | - Normale - Armageddon Hell in a Cell Match - Battle Royal - Elimination Chamber - 6-Man Tag Team - Ladder |

| Handicap                              | Specialità                                                                                       | Tornei                                    |
| ------------------------------------- | ------------------------------------------------------------------------------------------------ | ----------------------------------------- |
| - 1 vs 2 - 1 vs 3 - 2 vs 3 - Gauntlet | - Match per il titolo - Championship Scramble - Backstage Brawl - Royal Rumble - Slobber Knocker | - King of the Ring - Gold Rush - Tag Team |

## Commento
Al SummerSlam Axxess del 17 agosto Jim Ross e Jerry Lawler hanno confermato che saranno al tavolo di commento della modalità 30 Years of Wrestlemania, mentre nei normali match saranno Jerry Lawler e Michael Cole.

## Manager giocabile (Glitch)
Non si sa se sia un glitch, ma è possibile utilizzare un manager come superstar giocabile nell'1 vs.1. (Solo per Xbox 360 ) Per sfruttare questo glitch bisogna eseguire alcuni passi:
- Andare in modalità esibizione e mettere il tipo di incontro 1 vs. 1 Normale o Tag Team Normale
- Selezionarsi come primo giocatore nella prima casella e selezionare una superstar qualsiasi
- Scegliere come avversario The Miz, arrivare alla schermata di selezione tenuta
- Annullare tutto premendo B (per Xbox 360)  e arrivare ad annullare anche la superstar selezionata prima
- Ora cambiare personaggio e mettere The Miz
- Accettare tutto
- Ora uscirà come avversario Mr. Fuji (manager), ma saranno disponibili anche gli altri manager (Paul Heyman; Bobby Heenan; ecc...)
- Questo permette di affrontare un manager, invece se si vuole lottare come manager bisogna annullare tutto fino ad arrivare a seleziona lato, e poi mettersi nel lato opposto (a destra). In questo modo è possibile affrontare tutte le altre superstar (non lottare contro altri manager)

## Special Edition
La WWE ha annunciato la Special Edition di WWE 2K14 e quest'anno sarà dedicata a Undertaker: la Phenom Edition. Conterrà al suo interno:
- Esclusiva confezione metallica a forma di bara
- Esclusiva cartolina autografata da Undertaker
- Esclusivo personaggio giocabile Undertaker "American Badass"
- Esclusivo adesivo per controller personalizzato Undertaker
- DVD/Blu-ray WWE Undertaker - The Streak
- Accesso all'offerta WWE 2K14: Ultimate Warrior personaggio giocabile
- Copia del videogioco WWE 2K14